# Бернкастель-Кус
Бернкастель-Кус (нім. Bernkastel-Kues, [ˌbɛɐnkastl̩ˈkuːs]) — місто в Німеччині, розташоване в землі Рейнланд-Пфальц. Входить до складу району Бернкастель-Віттліх. Центр об'єднання громад Бернкастель-Кус.
Площа — 23,66 км2. Населення становить 7092 особи. (станом на 31 грудня 2020).

## Галерея

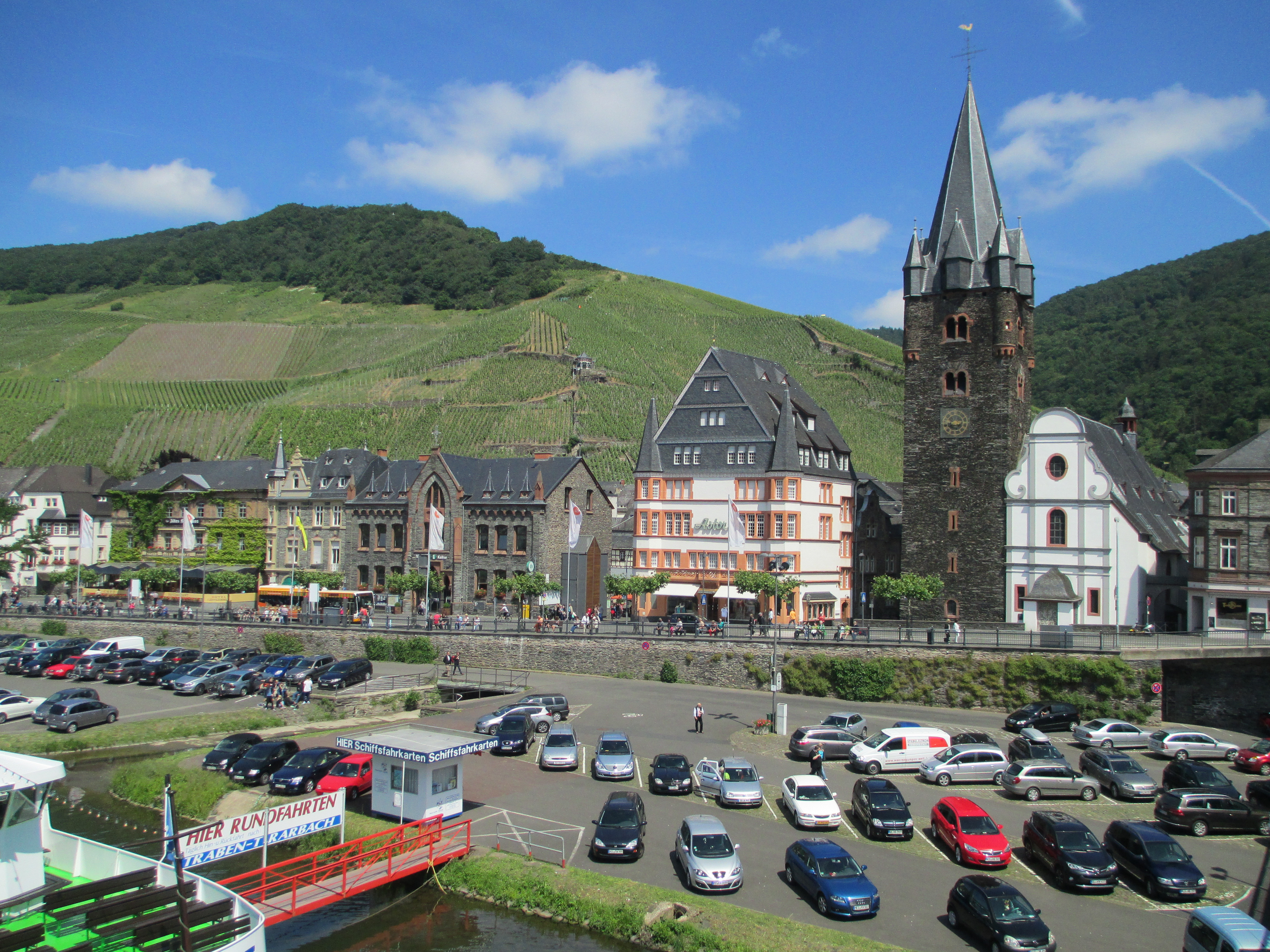
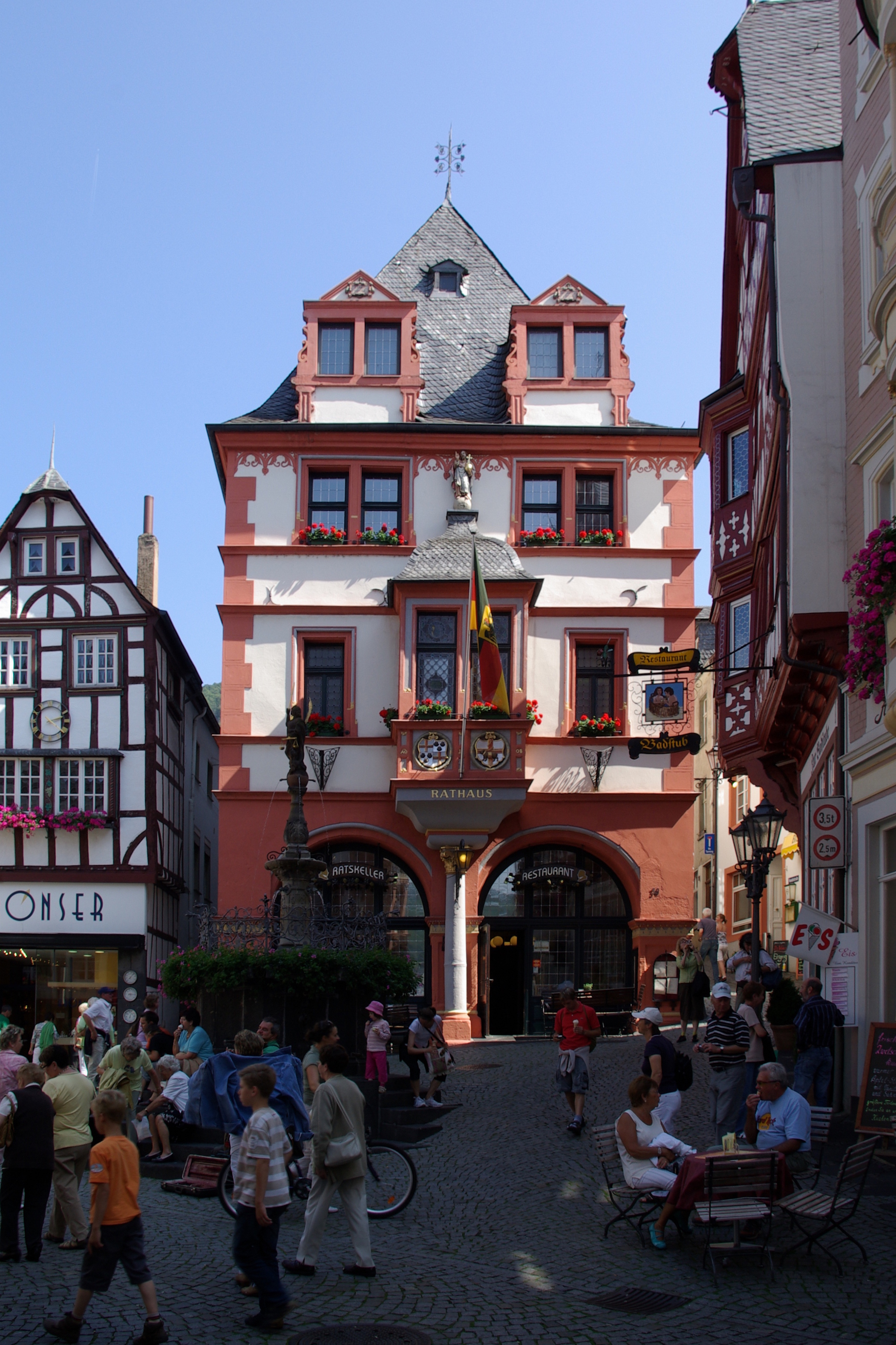
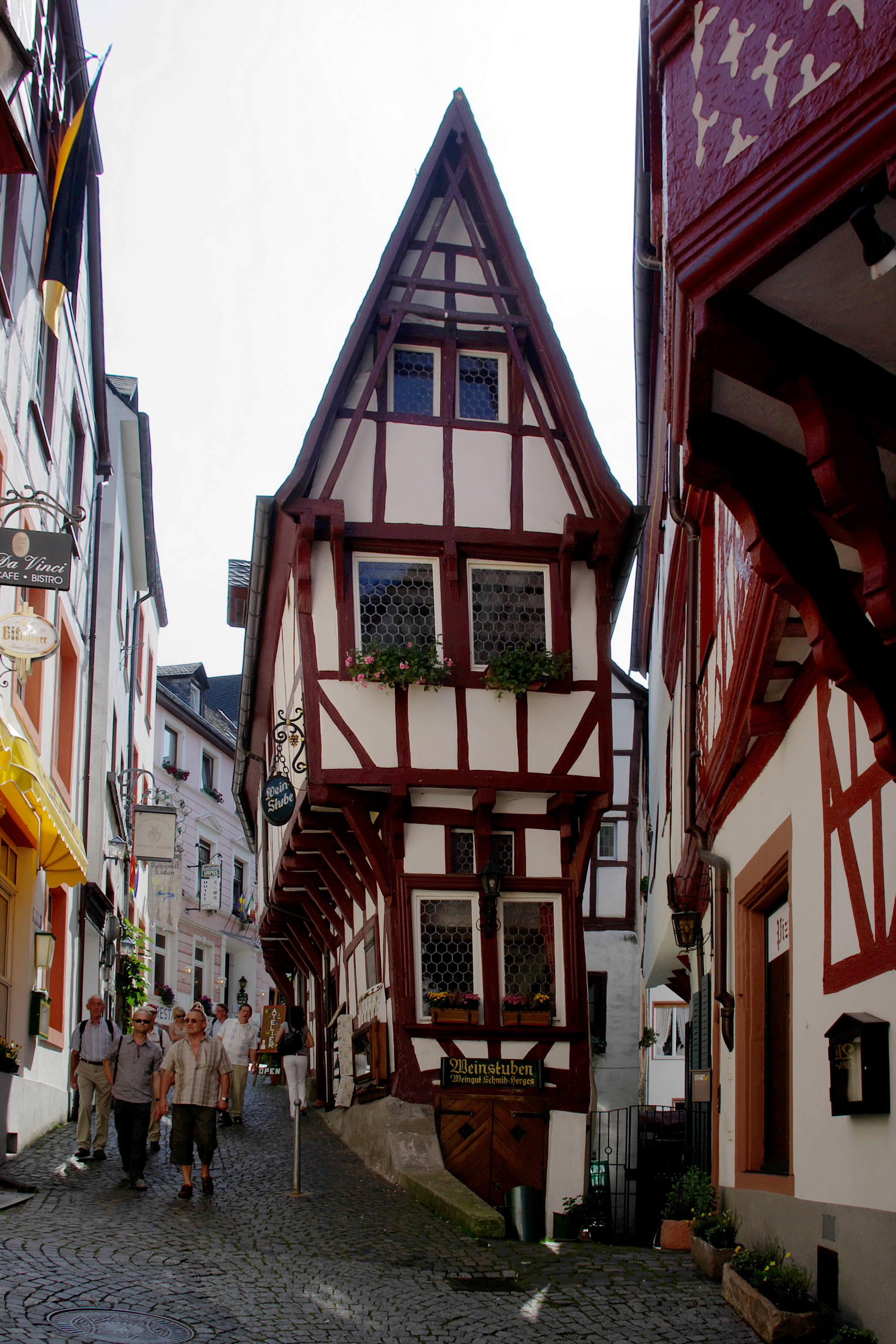
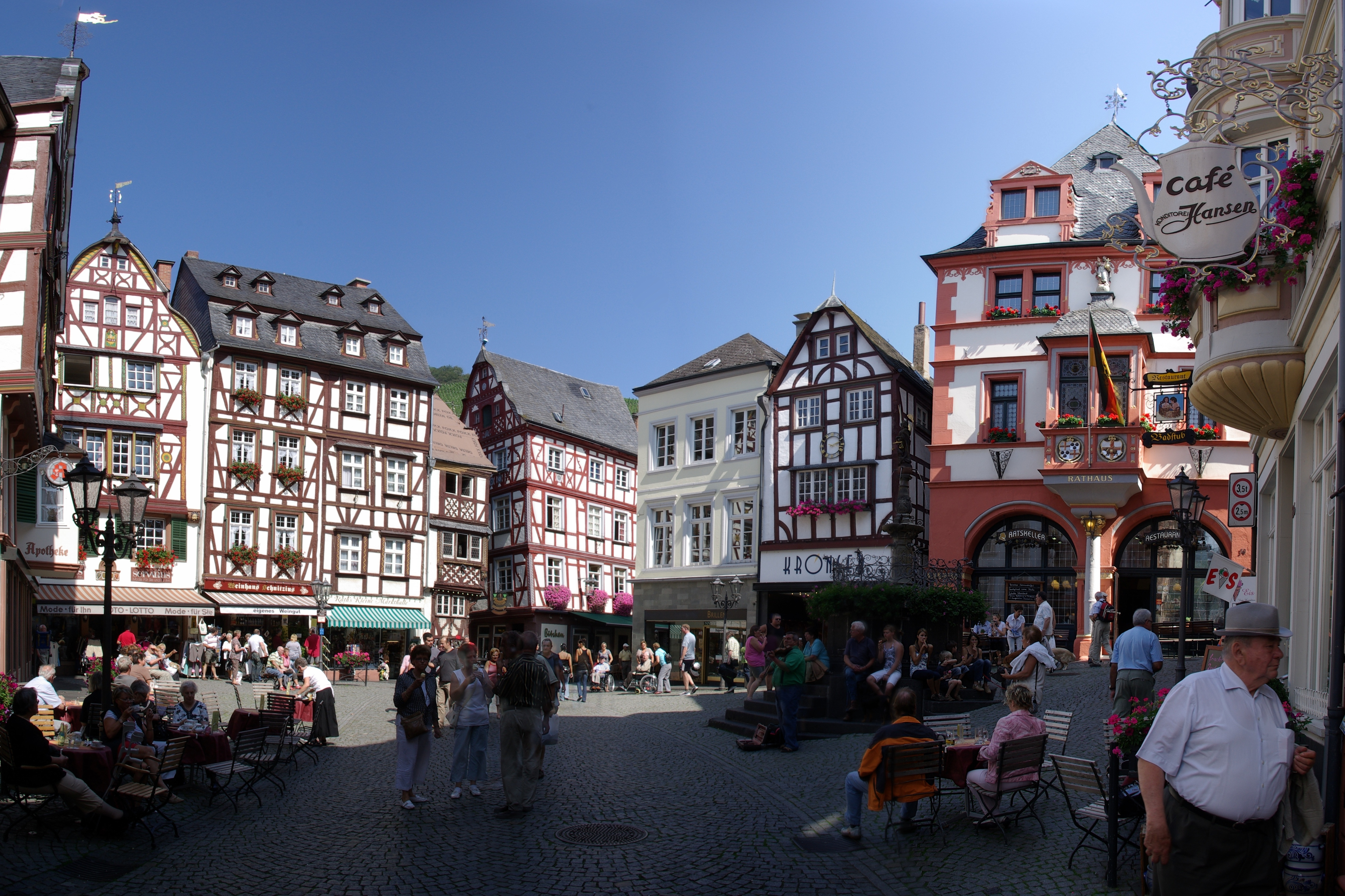
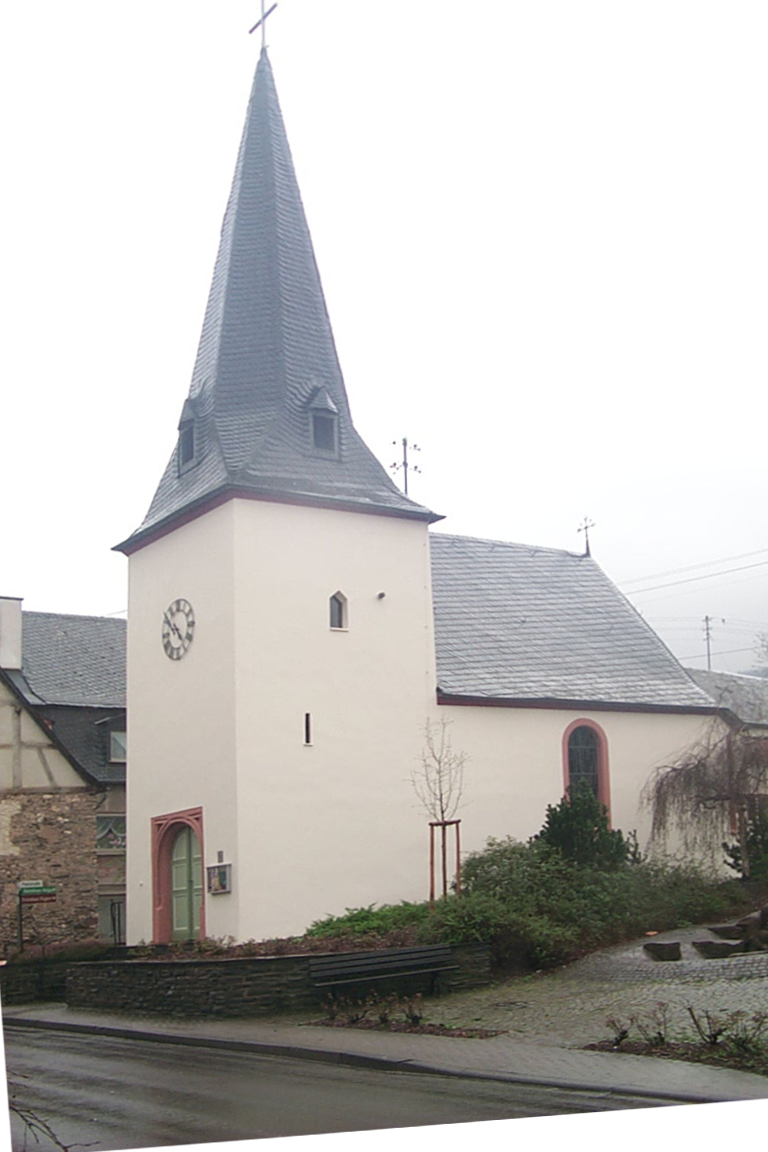
hochkant
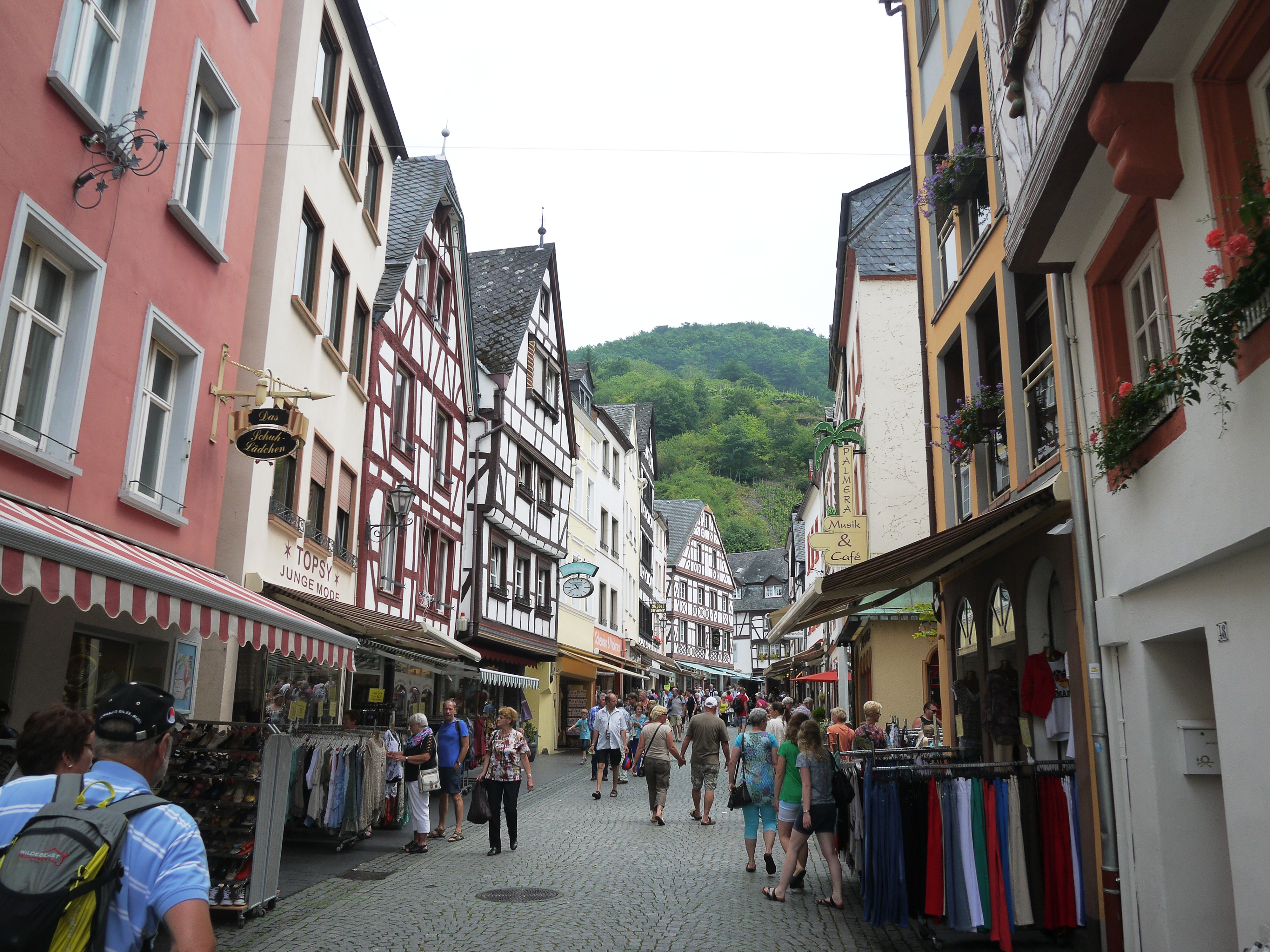

## Уродженці
- Микола Кузанський (1401—1464) — німецький теолог, доктор канонічного права, католицький кардинал, філософ, юрист, математик, географ,картограф.
- Йоганн Порт (1915—2006) — німецький військовик, оберфельдфебель вермахту.